# Тумбура (аеропорт)
Аеропо́рт «Тумбура» — аеропорт у місті Тумбура, Південний Судан.

## Розташування
Аеропорт розташований у місті Тумбура, яке є центром округу Тумбура, штат Західна Екваторія, Південний Судан. Поряд знаходиться державний кордон з Центральноафриканською республікою та Демократичною республікою Конго. Аеропорт знаходиться в східній частині міста. До центрального аеропорту країни Джуба 465 км.

## Опис
Аеропорт знаходиться на висоті 680 метрів (2 230 футів) над рівнем моря, і має одну ґрунтову злітно-посадочну смугу, довжина якої 1 247 м.

## Авіакомпанії і напрямки
Аеропорт обслуговує чартерні рейси.